# Division 1 i amerikansk fotboll 1995
Division 1 var den näst högsta serien i amerikansk fotboll för herrar i Sverige 1995. Serien var uppdelad i två serier, norra och södra, där vinnarna fick kvala mot de två sämsta Superserielagen. Vinst gav 2 poäng, oavgjort 1 poäng och förlust 0 poäng.

## Norra
Serien spelades i form av två konferenser men med gemensam tabell. Lagen möttes i dubbelmöten i den egna konferensen och i enkelmöten mellan konferenserna. 

### Serieindelning
| Lag                  | Konferens | Lag                    | Konferens |
| -------------------- | --------- | ---------------------- | --------- |
| Arlanda Jets         | Norra     | Carlstad Crusaders     | Södra     |
| Jamtland Republicans | Norra     | Norrköping Panthers    | Södra     |
| KTH Osquars          | Norra     | Nyköping Baltic Beasts | Södra     |
| Roslagen Bulldogs    | Norra     | Västerås Roedeers      | Södra     |

|   | Lag                    | SM | V | O | F | GP  | IP  | Poäng |
| - | ---------------------- | -- | - | - | - | --- | --- | ----- |
| 1 | Nyköping Baltic Beasts | 10 | 9 | 1 | 0 | -   | -   | 19    |
| 2 | Arlanda Jets           | 10 | 9 | 0 | 1 | -   | -   | 18    |
| 3 | Västerås Roedeers      | 10 | 7 | 0 | 3 | 328 | 222 | 14    |
| 4 | Roslagen Bulldogs      | 10 | 6 | 1 | 3 | -   | -   | 13    |
| 5 | Norrköping Panthers    | 10 | 2 | 1 | 7 | -   | -   | 5     |
| 6 | Carlstad Crusaders     | 10 | 2 | 1 | 7 | 112 | 157 | 5     |
| 7 | Jamtland Republicans   | 10 | 2 | 0 | 8 | 82  | 387 | 4     |
| 8 | KTH Osquars            | 10 | 1 | 0 | 9 | -   | -   | 2     |

Färgkoder:
     – Kvalspel.

     – Nedflyttning.

## Södra
Serien spelades i form av två konferenser men med gemensam tabell. Lagen möttes i dubbelmöten i den egna konferensen och i enkelmöten mellan konferenserna. Eftersom Carlskrona och Wexio drog sig ur och lagen spelade olika antal matcher fick tabellen avgöras med vinstprocent.

### Serieindelning
| Lag              | Konferens | Lag                      | Konferens |
| ---------------- | --------- | ------------------------ | --------- |
| Lidköping Lakers | Norra     | Halmstad Eagles          | Södra     |
| Majorna Mustangs | Norra     | Helsingborg Westcoasters | Södra     |
| Skövde Dukes     | Norra     | Carlskrona Seahawks      | Södra     |
| Uddevalla Ravens | Norra     | Wexio Vultures           | Södra     |

|   | Lag                      | SM | V | O | F | GP  | IP  | Poäng | %   |
| - | ------------------------ | -- | - | - | - | --- | --- | ----- | --- |
| 1 | Halmstad Eagles          | 6  | 6 | 0 | 0 | 277 | 91  | 12    | 100 |
| 2 | Lidköping Lakers         | 8  | 7 | 0 | 1 | 285 | 113 | 14    | 88  |
| 3 | Uddevalla Ravens         | 8  | 4 | 0 | 4 | 198 | 234 | 8     | 50  |
| 4 | Helsingborg Westcoasters | 6  | 3 | 0 | 3 | 117 | 113 | 6     | 50  |
| 5 | Majorna Mustangs         | 8  | 1 | 0 | 7 | 99  | 250 | 2     | 13  |
| 6 | Skövde Dukes             | 8  | 1 | 0 | 7 | 44  | 219 | 2     | 13  |
| 7 | Carlskrona Seahawks*     | -  | - | - | - | -   | -   | -     | -   |
| 8 | Wexio Vultures*          | -  | - | - | - | -   | -   | -     | -   |

Färgkoder:
     – Kvalspel.

     – Nedflyttning.

- Carlskrona Seahawks drog sig ur
- Wexio Vultures drog sig ur

## Kval
- 9/7 Halmstad Eagles - Örebro Black Knights  14-49
- Nyköping Baltic Beasts tackade nej till kvalspel.